# 2013–2014-es tunéziai tüntetések

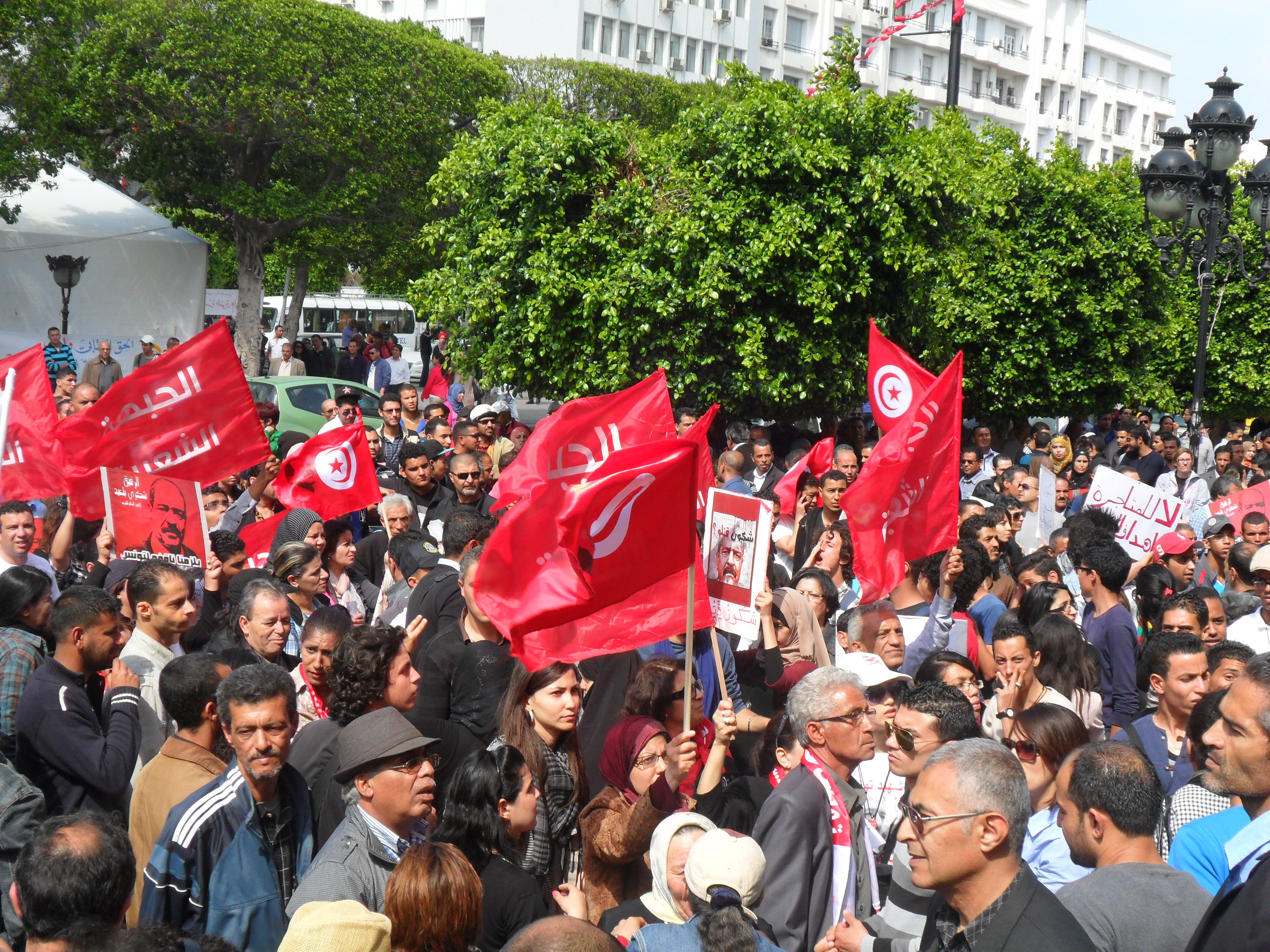
Az ellenzéki Népi Front tüntetése 2013 áprilisában

A 2013–2014-es tüntetésekre a jázminos forradalom utáni Tunéziában került sor 2013. február 6. és 2014. január 29. között, amikor az iszlamista Ennahda Mozgalom-vezette kormány szembenállása a többségében szekuláris ellenzékkel politikai válsághoz vezetett, amely az új alkotmány bevezetésével és egy pártonkívüli szakértői kormány kinevezésével ért véget.
A kormányellenes tüntetések azután kezdődtek, hogy Sokri Belaid ellenzéki vezetőt ismeretlenek a háza előtt agyonlőtték február 6-án. Július 25-én Mohamed Brahmit, a Népi Mozgalom nevű ellenzéki formáció vezetőjét is meggyilkolták. A demonstrációk mértékét növelte az a tény, hogy a 2011 óta kormányzó koalíció kudarcot vallott az olyan szélsőséges szalafista csoportok kordában tartásában, mint az Anszár Asaría nevű dzsihadista szervezet, amelynek a hatóságok a két merénylet elkövetését tulajdonították, akárcsak más támadásokat közintézmények és politikusok ellen. Az ellenzéki pártok nyomására a kormány terrorista szervezetnek nyilvánította a csoportot 2013 augusztusában.
2013. október 23-án ezrek lepték el a nagyvárosok utcáit, hogy lemondásra szólítsák fel a kormányt. Néhány órával később tárgyalások kezdődtek az Ennahda és szövetségesei, illetve az ellenzéki vezetők között, amelynek során a kormány ígéretet tett a hatalom átadására a politikai válsághelyzet megoldása érdekében. A kormány lemondásáért cserébe az ellenzék megszavazta az új alkotmány elfogadását a parlamentben, amely a vallásszabadság biztosítása mellett a korábbihoz képest nagyobb befolyást engedett meg az iszlámnak a politikai életben.